# Pallavolo agli XI Giochi dei piccoli stati d'Europa - Torneo femminile
Il IX torneo femminile di pallavolo ai Giochi dei piccoli stati d'Europa si è svolto dal 31 maggio al 4 giugno 2005 ad Andorra la Vella, in Andorra, durante gli XI Giochi dei piccoli stati d'Europa. Al torneo hanno partecipato 5 squadre nazionali europee di stati con meno di un milione di abitanti e la vittoria finale è andata per la terza volta a San Marino.

## Squadre partecipanti
- Cipro
- Islanda
- Liechtenstein
- Lussemburgo
- San Marino

## Podi
| Evento              | Oro        | Argento | Bronzo      |
| Pallavolo femminile | San Marino | Cipro   | Lussemburgo |

## Classifica finale
| Classifica | Squadre       |
| ---------- | ------------- |
|            | San Marino    |
|            | Cipro         |
|            | Lussemburgo   |
| 4          | Islanda       |
| 5          | Liechtenstein |